# 公文エルアイエル
株式会社公文エルアイエル（くもんえるあいえる、英:  KUMON L.I.L. CO., LTD.）は、大阪府大阪市淀川区に本社を置く企業。
書写事業のほか、シニア書写教室事業、囲碁事業を展開している。

## 概要
1985年10月、公文教育研究会の1事業として、「プログラム学習研究会」という団体名のもと大阪府豊中市の阪急宝塚線庄内駅前へ第1号教室（ペン習字教室）を開設。以降近畿圏・首都圏を中心に教室を展開し、1989年には「プログラム学習研究会」から「公文教育研究会（生涯教育事業部）」へと事業母体の名称を変更する。当初の学習教科は「ペン習字」1教科のみの展開であったが、「かきかた」「筆ペン」と教科を増やしながら1996年9月に公文教育研究会から分社独立し、「公文エルアイエル」設立に至る。同年に「毛筆」教科も展開し、現在の4教科体制となった。
2024年には従来の書写事業に加え、「シニア書写教室」「オンライン教室」「公文囲碁（株式会社パンダネットとのライセンス提供事業）」を展開している。

## 沿革
出典
- 1985年
  - 公文ペン習字教室スタート
  - 公文囲碁事業スタート
- 1987年 - 近畿圏中心に教室を展開
- 1989年 - 近畿圏、首都圏で本格的な普及を展開
- 1991年 - 北海道から沖縄まで、全国にエリアを拡大
- 1992年 - かきかた指導開始
- 1995年 - 筆ペン指導開始
- 1996年
  - 株式会社公文エルアイエルとして分社独立
  - 毛筆指導開始
  - 本社を大阪府吹田市に移転
- 1997年 - 第1回公文ペン習字指導者研究大会を大阪で開催
- 1998年 - 実用手本集「あなたの文字に装いを」を発刊
- 2003年
  - 公文囲碁事業一時停止（2024年まで）
  - 事業総称を「ペン習字」から「書写」に変更
- 2007年 - 福岡事務局開局
- 2009年 - 名古屋事務局開局
- 2012年 - 本社を大阪府大阪市に移転
- 2015年 - 大宮事務局開局
- 2016年 - 岡山事務局開局
- 2018年 - 札幌出張所開所
- 2024年
  - シニア書写教室スタート
  - オンライン教室スタート
  - （株）パンダネットと公文囲碁に関するライセンス契約締結
  - 公文囲碁ライセンス提供事業スタート